# Horczaki
Horczaki – wieś w Polsce położona w województwie podlaskim, w powiecie sokólskim, w gminie Szudziałowo.
W latach 1975–1998 miejscowość administracyjnie należała do województwa białostockiego.
Wieś dzieli się na Horczaki Dolne (dawna okolica szlachecka i dawny folwark)  i Horczaki Górne - w przedwojennej gminie Odelsk, w powiecie sokólskim województwa białostockiego II Rzeczypospolitej, niegdyś odrębne miejscowości.
Ostatnimi właścicielami majątku byli Wincenty i Wilhelm Horczak. 28 lutego 1940 obaj zostali aresztowani przez NKWD, znajdują się na Białoruskiej Liście Katyńskiej.
Wierni kościoła rzymskokatolickiego należą do parafii Najświętszego Ciała i Krwi Chrystusa w Sokółce.